# Захисні засоби
Захисними засобами називають прилади, апарати і переносні пристосування, які мають своєю ціллю захист персоналу, який працює поблизу електроустановок, від ураження електричним струмом, електричною дугою тощо.

## Класифікація та види
Ізолюючі захисні засоби поділяються на основні і допоміжні.
До основних ізолюючих засобів відносяться такі, які надійно витримують робочу напругу електроустановки, і з їх допомогою людина може торкатись струмоведучих частин, які знаходяться під напругою.
До основних засобів, що використовуються при обслуговуванні електроустановок напругою вище 1000В, відносяться оперативні і вимірювальні штанги, ізолюючі та струмовимірювальні кліщі, вказівники напруги, ізолюючі пристрої і приспособи для ремонтних робіт. При обслуговуванні установок напругою до 1000В основними засобами вважаються оперативні штанги і кліщі, діелектричні рукавички, інструмент з ізольованими ручками і вказівники напруги.
Додаткові засоби самі по собі не можуть забезпечити безпечність і використовуються тільки як доповнюючі до основних.
При обслуговуванні електроустановок напругою вищою за 1000В додатковими засобами вважаються діелектричні рукавички, діелектричні боти, діелектричні килимки і ізолюючі підставки на порцелянових ізоляторах. Для установок напругою до 1000В додатковими засобами є калоші, діелектричні гумові коврики та ізолюючі підставки.